# Carlos Henrique Alves Pereira
Carlos Henrique Alves Pereira, noto semplicemente come Carlos Henrique (Sorriso, 27 febbraio 1995), è un calciatore brasiliano, attaccante del Concórdia.

## Caratteristiche tecniche
È un centravanti.

## Carriera
Ha esordito in Série A il 10 maggio 2015 con la maglia del Figueirense in occasione del match perso 4-1 contro lo Sport Recife.

## Palmarès

### Competizioni statali
- Campionato Catarinense: 1

Figueirense: 2015

### Competizioni regionali
- Primeira Liga: 1

Londrina: 2017